# 愛爾蘭總統委員會
愛爾蘭總統委員會（英語: Presidential Commission，愛爾蘭語: Coimisiún Uachtarán）是愛爾蘭共和國的一個政府組織，在必要時代替總統執行職務。

## 歷史
愛爾蘭總統委員會是在1937年，根據愛爾蘭共和國憲法籌組，在1937年12月首次代替總統執行職務。之後，總統委員會已在許多時候代替總統執行職務。 

## 成員
總統委員會由三位官員組成：
| 職務       | 描述               | 現任            |
| ---------- | ------------------ | --------------- |
| 首席大法官 | 最高法院首席大法官 | 弗蘭克·克拉克   |
| 议长       | 爱尔兰众议院议长   | 肖恩·欧法雷尔   |
| 主席       | 愛爾蘭參議院主席   | 丹尼士·奧多諾萬 |

開初，在上議院未被選出前，愛爾蘭國會上議院主席的位置則根據愛爾蘭共和國憲法的「交替條約規定」，由愛爾蘭高等法院主席代替。

## 職務和權力
總統委員會在以下情況會代替總統執行職務:
- 當總統府因為總統的請辭、 彈劾，或離世提前出現空缺。
- 當在任總統不能或不願執行職務。

技術上，所有總統的任期在新總統就職典禮的當日凌晨零時終結。所以，從凌晨零時直到就職典禮，總統的職責是由總統委員會執行。但是，在這短短的幾個小時，總統委員會通常不會召開會議。